# Tifa Lockhart
Tifa é a protagonista feminina do jogo Final Fantasy VII que nasceu na cidade de Nibelheim, a mesma cidade de Cloud, e viveu sua infância junto a ele. Expert em artes marciais trabalha num bar, esconderijo da Avalanche (da qual também faz parte). Tifa é batalhadora e otimista.

## Infância em Nibelhein
Tifa nasceu em Nibelhein, mesma cidade onde seu amigo de infância, Cloud nasceu. Embora ela e Cloud fossem vizinhos e tivessem apenas um ano de diferença, não eram muito próximos. Tifa é uma garota comunicativa, alegre e cativante, e não dava muita importância para Cloud em sua infância. Entretanto, um ano antes de Cloud sair de sua cidade para entrar em SOLDIER, Cloud fez uma promessa de salvar-la se ela estivesse com problemas.  
Sua mãe morreu quando tinha oito anos de idade, deixando-a triste e confusa. Ao invés de acreditar que sua mãe estava morta, Tifa pensou que seu espírito estava no monte Nibel. Seus três melhores amigos, com medo das montanhas, a abandonaram no caminho. Tifa foi até lá, e Cloud a seguiu para manter sua promessa, mas a garota caiu da ponte deteriorada nas montanhas. O pai de Tifa aparece e ao ver a filha machucada, culpa Cloud pelo incidente. Aos 14 anos, Cloud pediu-lhe para encontrar-lhe no centro da cidade. Cloud disse-lhe então os planos de entrar para SOLDIER. Revela-se mais tarde que essa decisão esteve muito influenciada por um desejo não só de defender Tifa, mas de impressioná-la também.  
Com 15 anos, Tifa trabalhando de guia turística nas montanhas, tendo também lições de artes marciais com Zagan. Ela guiava um grupo de SOLDIERS. Consistido por Zack Fair, Sephiroth, e Cloud, que não foi reconhecido por Tifa. Após a inspeção, o grupo retornou à cidade e Sephiroth permaneceu no porão da mansão Shin-ra, para ler através das notas da pesquisa deixadas por professores Gast e Hojo. O que Sephiroth descobriu trouxe uma mudança horrível nele. Sem aviso, incendiou Nibelheim à noite e matou a população da cidade. Com sua cidade natal em ruínas e as pessoas que amava mortas, Tifa  descobre que Sephiroth tinha matado seu pai também. Em uma raiva cega, tenta matá-lo com sua própria espada, entretanto, ele provou ser muito forte para ela no momento, ficando muito perto de matá-la. Cloud encontrou Zack e Tifa feridos. Após Cloud derrotar Sephiroth, Zangan leva Tifa ferida em segurança, enquanto Zack e Cloud foram levados por Hojo para o estúdio. Ferida seriamente, não lembra o fato de Cloud tê-la salvado. Após esse incidente, ela começa a odiar Shinra.

## Avalanche
Morando em Midgar, tempo depois de sua cidade ser queimada, Tifa abre um bar lá, onde secretamente opera uma base rebelde contra o grupo Shinra, chamado Avalanche. Ela encontra Cloud inconsciente e desorientado, onde ele reivindica ter terminado seu objetivo de ser um SOLDIER de primeira classe. Juntos eles completam varias missões para destruir os reatores de Midgar, e nas horas vagas cuidam das crianças. Tifa parece ter sido sequestrada pelo mestre perverso da máfia Kingpin. Cloud se veste de mulher para ser escolhido pelo mafioso, ao invés de Tifa. O grupo Avalanche luta para salvar Aerith de seu rapto pelos Turks. Os membros da organização Jessie, Biggs e Wedge morrem em missões. 
Tifa pode ser o par de Cloud no Gold Saucer. 
Após a batalha final com Sephiroth, Cloud é ferido e Tifa tenta salvá-lo.

## Advent Children
Tifa tem um grande papel em Advent Children, servindo como sustentação emocional para Cloud, assim como uma lutadora capacitada. Ela novamente trabalha num bar chamado Seventh Heaven, onde Tifa  simplesmente limpava copos e tomava conta das crianças. Nos assoalhos superiores, Cloud faz funcionar o "Strife Delivery Service", no qual consiste basicamente em um escritório de que a Cloud faz entregas. Após Cloud achar o órfão Denzel, ele e Tifa tomam conta dele como uma família, junto com Barret e sua filha adotiva, Marlene. Ao levar Marlene à igreja para visitar Cloud, ela descobre que Cloud tem Geostigma. Lá se encontra Lozz, e eles ao se encontrarem, começam um duelo. Ela é derrotada e Cloud a encontra inconsciente na igreja, o mesmo sente uma dor horrível do Geostigma, e é impedido de fazer qualquer coisa. Cloud primeiramente pede que Tifa vá a capital pegar Marlene e Denzel, mas Tifa dá-lhe um discurso sobre sua apatia e auto-repugnância, dizendo-o para ir. Ela não aparece outra vez até o próximo dia, quando Lozz e Yazoo acorrentam as crianças com o Geostigma ao memorial. Ela é atingida por Bahamut enquanto protegia Denzel.  Acordando rapidamente, começou a juntar-se à batalha com os membros restantes da AVALANCHE contra Bahamut.